# Loringaskogen
Loringaskogen är ett naturreservat i Skövde kommun i Västra Götalands län.
Området är naturskyddat sedan 2014 och är 23 hektar stort. Reservatet omfattar två separata delar, båda på en västsluttning väster om gården Loringa. Reservatet består av ädellövskogar, lövsumpskogar, rikkärr och en bäck.